# Enicospilus yonezawanus
Enicospilus yonezawanus is een vliesvleugelig insect uit de familie van de gewone sluipwespen (Ichneumonidae). De wetenschappelijke naam van de soort werd voor het eerst geldig gepubliceerd in 1928 door Uchida als Henicospilus yonezawanus.